# Cuenca de la laguna Merín en Uruguay
La cuenca de la laguna Merín se ubica en el sur Brasileño y el este Uruguayo, siendo la segunda mayor cuenca hidrográfica de este país después de la Cuenca del Plata, la superficie es de aproximadamente 62 250 km². Geológicamente, forma parte de la cuenca sedimentaria de Pelotas.
En el territorio uruguayo, alcanza los departamentos de Cerro Largo, Lavalleja, Rocha, Treinta y Tres y Maldonado y los principales afluentes son los ríos Cebollatí, Yaguarón, Tacuarí y San Luis, además desembocan también varios arroyos como el Zapata, Sarandí Grande, entre muchos otros.

## Afluentes

### De la laguna Merín
- Río San Luis (Rocha)
  - Arroyo de la Coronilla (Rocha)
    - Arroyo Sarandí de los Amarales (Rocha)
- Arroyo San Miguel (Rocha)
- Arroyo Chuy (Rocha)
- Arroyo de la India (Rocha)
- Arroyo Sarandí Grande (Treinta y Tres)
- Arroyo de Zapata (Treinta y Tres)
- Arroyo Barranco de Pelotas (Rocha).

### Del río Cebollatí
El río Cebollatí es el principal afluente de la laguna Merín, los principales afluentes son:
- Arroyo del Parao (Treinta y Tres)
  - Arroyito (Treinta y Tres)
  - Corrales del Parao (Treinta y Tres)
    - Arroyo del Oro (Treinta y Tres)
      - Arroyo de la Lana (Treinta y Tres)

  - Arroyo Leoncho (Treinta y Tres)
  - Arroyo de Otazo (Treinta y Tres)
  - Arroyito del Sauce (Treinta y Tres)
  - Arroyo de las Cañitas (Treinta y Tres)
- Arroyo del Aiguá (Lavalleja y Maldonado)
  - Arroyo del Alférez (Maldonado y Rocha)
  - Arroyo Marmarajá (Lavalleja)
    - Arroyo Calera (Lavalleja)
- Arroyo Corrales (Lavalleja y Treinta y Tres)
- Arroyo Gutiérrez (Lavalleja)
- Arroyo de Godoy (Lavalleja)
  - Arroyo de los Chanchos (Lavalleja)
  - Arroyo de los Molles (Lavalleja)
- Arroyo Polanco (Lavalleja)
  - Arroyo Barriga Negra (Lavalleja)
- Arroyo Tapes Grande (Lavalleja)
- Arroyo Pirarajá (Lavalleja)

#### Del río Olimar
El río Olimar es el mayor afluente del río Cebollatí, por el desembocan:
- Río Olimar Chico (Treinta y Tres y Lavalleja)
  - Arroyo del Sauce (Lavalleja)
- Arroyo de los Membrillos (Treinta y Tres)
- Arroyo de los Ceibos (Treinta y Tres)
- arroyo Las Piedras (Treinta y Tres)
- Arroyo Yerbal Grande (Treinta y Tres)
  - Arroyo Yerbal Chico (Treinta y Tres)
  - Yerbalito (Treinta y Tres)
- Arroyo de los Porongos (Treinta y Tres)
- Arroyito de la isla de Ternera (Treinta y Tres)
- Arroyo Avestruz Grande (Treinta y Tres)
  - Arroyo Avestruz Chico (Treinta y Tres)
  - Arroyo Lagarto (Treinta y Tres)
- Arroyo Rosario (Treinta y Tres)
- Arroyo del Carmen (Treinta y Tres)
- Arroyo de los Pavos (Treinta y Tres)

### Del río Tacuarí
- Arroyo Bañado de Medina (Cerro Largo)
- Arroyo de Los Conventos (Cerro Largo)
- Arroyo Chuy (Cerro Largo)
- Arroyo Malo (Cerro Largo)
- Arroyo de Santos (Cerro Largo)
- Cañada Grande (Cerro Largo)
- Arroyo Piedras Blancas (Cerro Largo)
- Arroyo Mangrullo (Cerro Largo)
- Arroyo Garao (Cerro Largo)
- Arroyo Sarandí de Barcelo (Cerro Largo)
- Cañada del Buey (Treinta y Tres)
- Bañado de Stirling (Treinta y Tres)
- Bañado de Navarro (Treinta y Tres)
- Bañado de las Nutrias (Treinta y Tres)

### Del río Yaguarón
Del río Yaguarón desembocan muy pocos afluentes destacándose:
- Arroyo Sarandí de Barcelo (Cerro Largo)
- Arroyo Sarandí (Cerro Largo)
- Arroyo de las Cañas (Cerro Largo)

## Galería de fotos

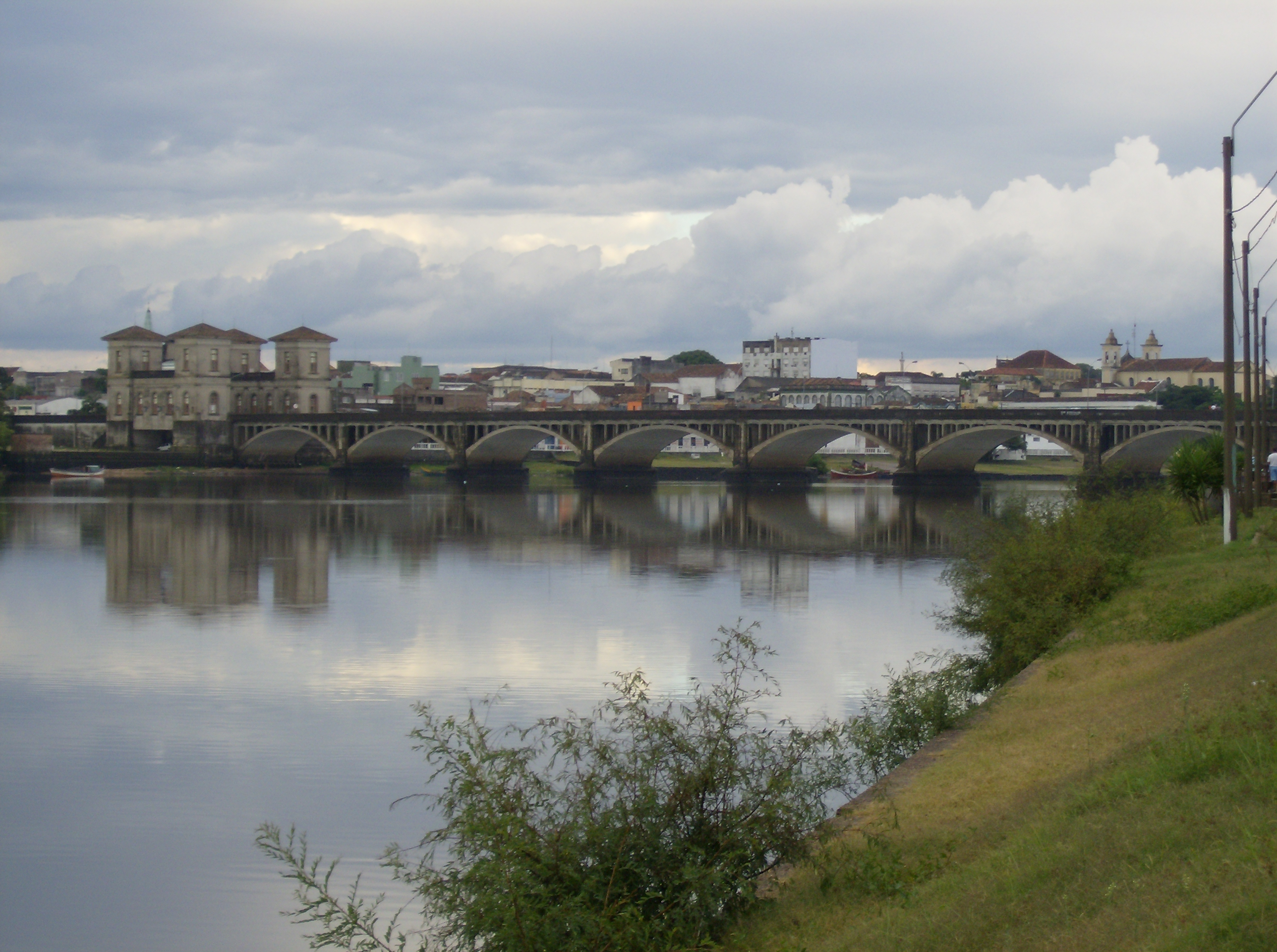
Foto del río Yaguarón en la ciudad de Río Branco
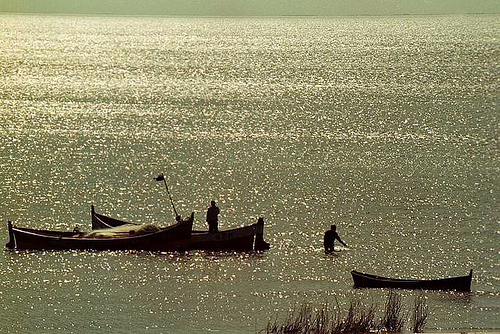
foto de la laguna Merín
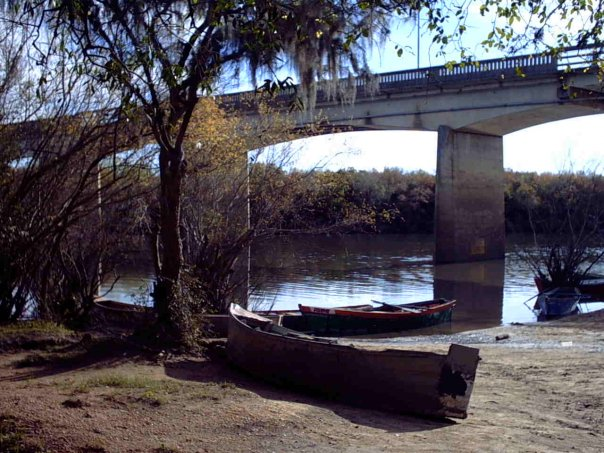
tradicional puente sobre el río Olimar
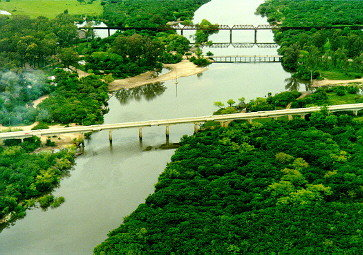
el río Olimar y sus tres puentes
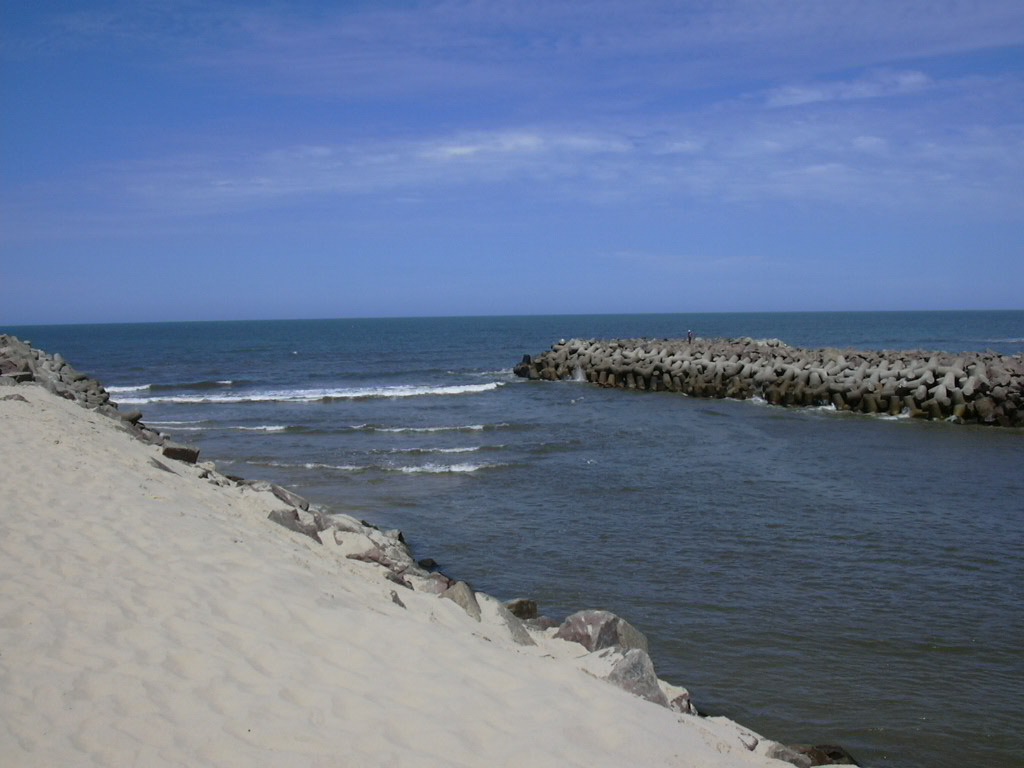
Foto del arroyo Chuy en el océano Atlántico
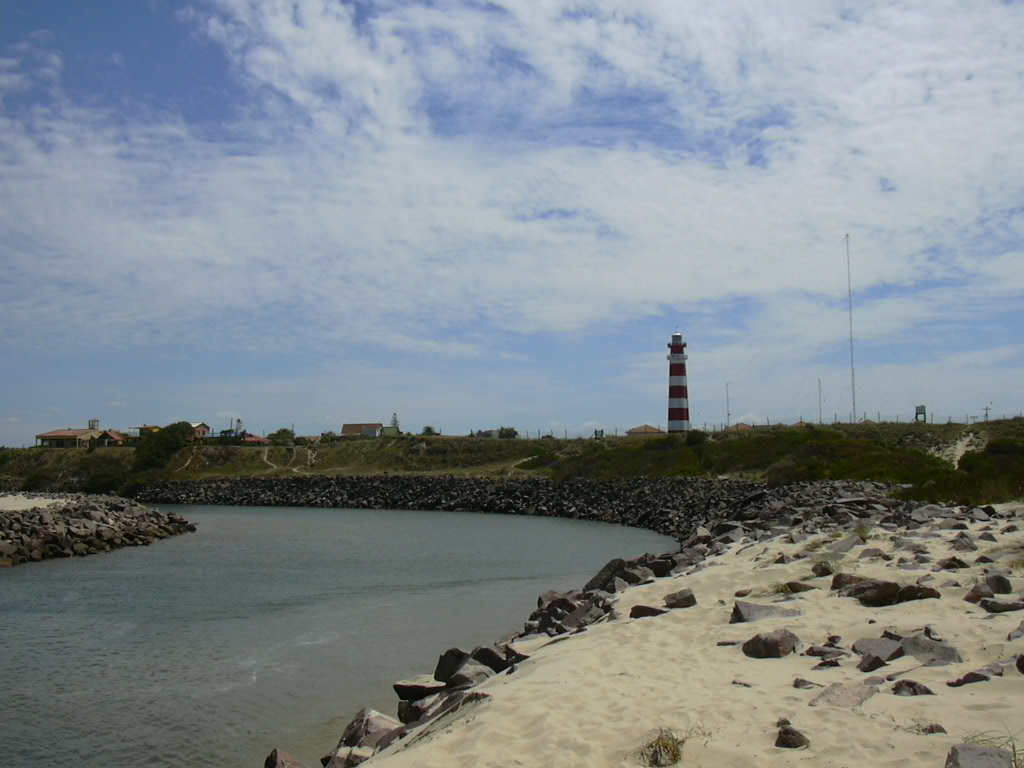
Foto del faro en las costas del arroyo Chuy
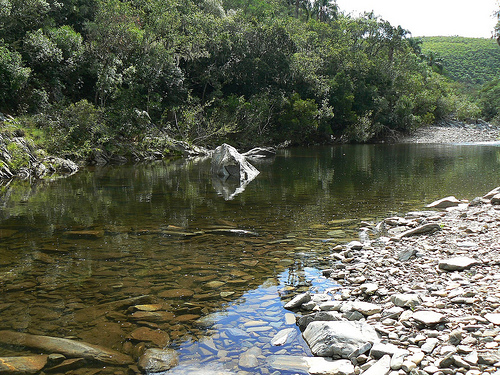
El arroyo Yerbal Chico pasando por la Quebrada de los Cuervos
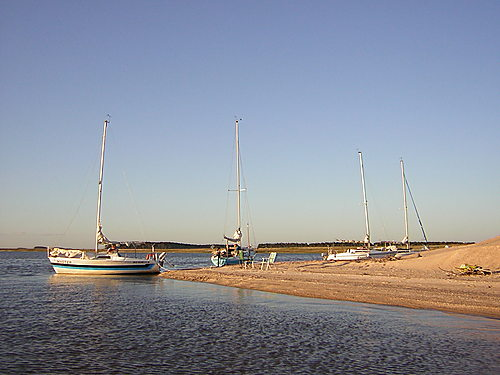
Vista del río Tacuarí